# Rudolf Kříženecký
Rudolf Kříženecký (28. října 1861 Zadar, Dalmácie – 12. března 1939 Praha) byl český novorenesanční architekt a profesor na Českém vysokém učení technickém v Praze. Pro rok 1925–1926 byl zvolen rektorem ČVUT. Náleží ke generaci Národního divadla a byl ovlivněn architektem Antonínem Wiehlem, vůdčí osobností české novorenesance navazujícího na tradici české renesance 16. století.

## Život
V letech 1871–1878 vystudoval c. k. vyšší českou reálnou školu v Praze. Poté studoval v letech 1878–1883 stavitelství na císařské a královské české vysoké škole technické v Praze. První státní zkoušku z pozemního stavitelství složil v roce 1880, druhou pak v roce 1887. Poté se stal asistentem. V roce 1888 obdržel stipendium a v roce 1888–1889 podnikl studijní cestu do Itálie. Po studiích pracoval jako architekt v několika projekčních kancelářích (například Fellner a Helmer). V letech 1883–1888 a 1890–1893 pracoval v ateliéru Josefa Schulze, kde se podílel také na projektu budovy Národního muzea v Praze nebo na rekonstrukci zámku Stránov. V srpnu 1892 získal samostatnou stavitelskou licenci. Jako stavitel realizoval například dům čp. 1073, Praha-Staré Město, Pařížská 1, podle projektu Jana Kouly. Od roku 1893 působil opět jako asistent na pražské technice (ČVUT). V roce 1899 se habilitoval jako soukromý docent pro architektonickou kompozici, od následujícího roku byl honorovaným docentem technického kreslení na odboru stavebního inženýrství.
V roce 1904 byl jmenován mimořádným a v roce 1910 řádným profesorem pro obor stavby budov ke zvláštním účelům a v roce 1921 profesorem starověké architektoniky na pražské technice. V letech 1914–1915, 1918–1919 a 1922–1923 vykonával funkci děkana Vysoké školy architektury a pozemního stavitelství. Na rok 1925–1926 byl zvolen rektorem ČVUT. V roce 1931 odešel na odpočinek.
V letech 1900–1921 přednášel rovněž nauku o slohu na Akademii výtvarných umění v Praze.
Působil v Komisi pro soupis památek Prahy od jejího vzniku v roce 1883 (1884) a jako její člen spoluvytvářel první systém památkové péče v Čechách.
Rudolf Kříženecký zemřel 12. března 1939 v Praze a byl pohřben v rodinné hrobce na Olšanských hřbitovech.

### Členství vorganizacích
- Česká akademie věd a umění
- Spolek inženýrů a architektů (SIA)

## Dílo
- 1895 – byl členem stavebního výboru Národopisné výstavy českoslovanské v Praze 1895, projektoval Horácký statek a pavilon Smíchovského pivovaru.
- 1896–1897 – Schierův dům – novobarokní nájemní dům s restaurací, čp. 934, Praha 1 – Staré Město, Staroměstské náměstí 5, Pařížská 2, spoluautor Otakar Materna, Kříženecký byl autorem průčelí, vstupního vestibulu a dekorace schodišť. Podle pokynů městské rady měla průčelí obsahovat motivy původního zbořeného domu čp. 934.[6] Na sochařské výzdobě se podíleli Vilém Amort (Atlanti nesoucí nárožní arkýř, alegorické sochy Stará doba a Nová doba nad vstupem ze Staroměstského náměstí) a Jindřich Říha. [7]
- 1898–1904 – západní průčelí kostela sv. Mikuláše po demolici bývalého benediktinského kláštera[8]
- 1899–1900 – budova Občanské záložny v Přelouči. V původní soutěži v roce 1894 obsadil 2. místo
- 1901–1910 – První česká akciová parní mlékárna, Praha 4 – Nusle, čp. 1419, Nuselská 53, dostavba Karel Pokorný 1929[9]
- 1902–1905 – evangelický chrám v Přelouči
- 1902 – Vila JUDr. Augusta Vodičky, Chrudim, ul. Čs. armády, č.p. 367/IV.- vila advokáta, pedagoga a významného představitele regionálního veřejného života
- 1904 – jižní novobarokní průčelí s portálem a schodištem kostela sv. Mikuláše na Staroměstském náměstí v Praze
- 1905–1907 – Divišova vila, Přelouč, Nádražní ul. čp. 192 – vila ředitele cukrovaru a starosty města Přelouče Jana Vincence Diviše. Z této rodiny pocházel i chirurg Jiří Diviš. Ve vile bylo od roku 1974 do počátku devadesátých let umístěno přeloučské městské muzeum. Poté zde od roku 1993 fungoval vícegenerační pečovatelský dům Českobratrské církve evangelické. V roce 2010 město Přelouč objekt prodalo soukromému majiteli.
- 1906 – kašna s delfíny u kostela svatého Mikuláše na Starém Městě v Praze, roh Pařížské ulice a Staroměstského náměstí, kolem kašny je kubistická mříž, připisovaná Josefu Chocholovi[10]
- 1907–1908 – rekonstrukce letohrádku Amerika – dnes Muzeum Antonína Dvořáka
- 1907–1916 – Tuberkulózní sanatorium Na Pleši – dnes Institut onkologie a rehabilitace Na Pleši, Nová Ves pod Pleší
- 1908 – hlavním architektem Jubilejní výstavy Obchodní a živnostenské komory[11]
- 1910 – Pražské sanatorium MUDr. Rudolfa Jedličky v Praze-Podolí, Podolské nábřeží 157 – dnes Ústav pro péči o matku a dítě
- 1912–1914 – II. c. a k. česká reálka v Plzni, spoluautor Ferdinand Havlíček, sochařská výzdoba František Hergesell mladší a Josef Pekárek[12]
- 1924–1930 – úprava Rudolfina pro potřeby Poslanecké sněmovny Národního shromáždění ČSR (1924–1930)
- 1927 – úprava Lobkovického paláce pro ministerstvo školství

### Nerealizované návrhy
- soutěžní návrh Národního domu v Moravské Ostravě, spoluautor J. Vyskočil
- soutěžní návrh Pražské městské spořitelny
- 1893 návrh pražské plodinové burzy
- 1893 gymnázium, Dvůr Králové nad Labem
- soutěžní návrh na pomník Jana Husa, sochaři: Antonín Procházka a František Hergesell mladší – projekt obdržel v soutěži 2. cenu
- soutěžní návrh na budovu Živnostenské banky v Praze, spoluautor J. Hrádek – obdržel polovinu spojené 1. a 2. ceny
- soutěžní návrh na hlavní nádraží v Praze
- 1920 – soutěžní návrh na budovy ministerstev v Peterské čtvrti v Praze
- 1923 – soutěžní návrh na budovu ministerstva obchodu
- 1924, 1926 – soutěžní návrh na přestavbu Černínského paláce pro ministerstvo zahraničí
- 1927 – soutěžní projekt na palác Společnosti národů v Ženevě
- 1929 – soutěžní projekt pro novou budovu československého parlamentu

## Galerie

Stavby Rudolfa Kříženeckého
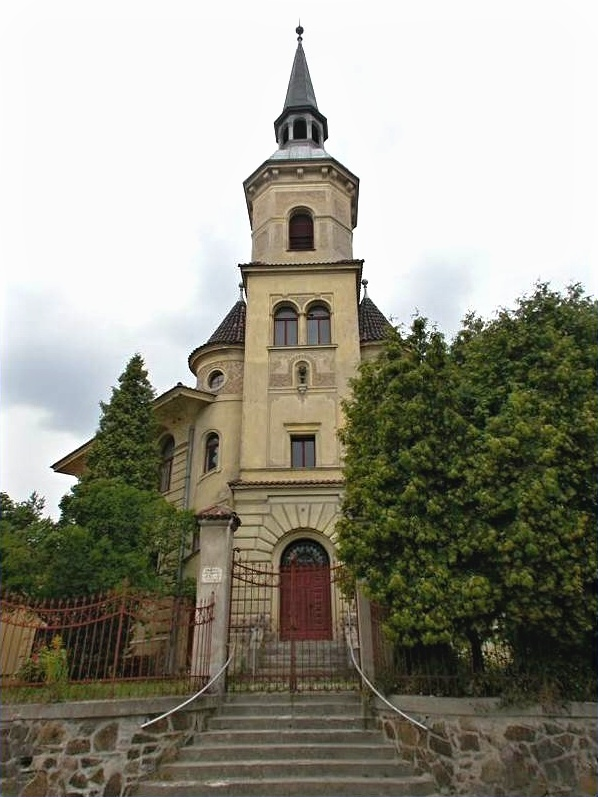
Evangelický kostel v Přelouči
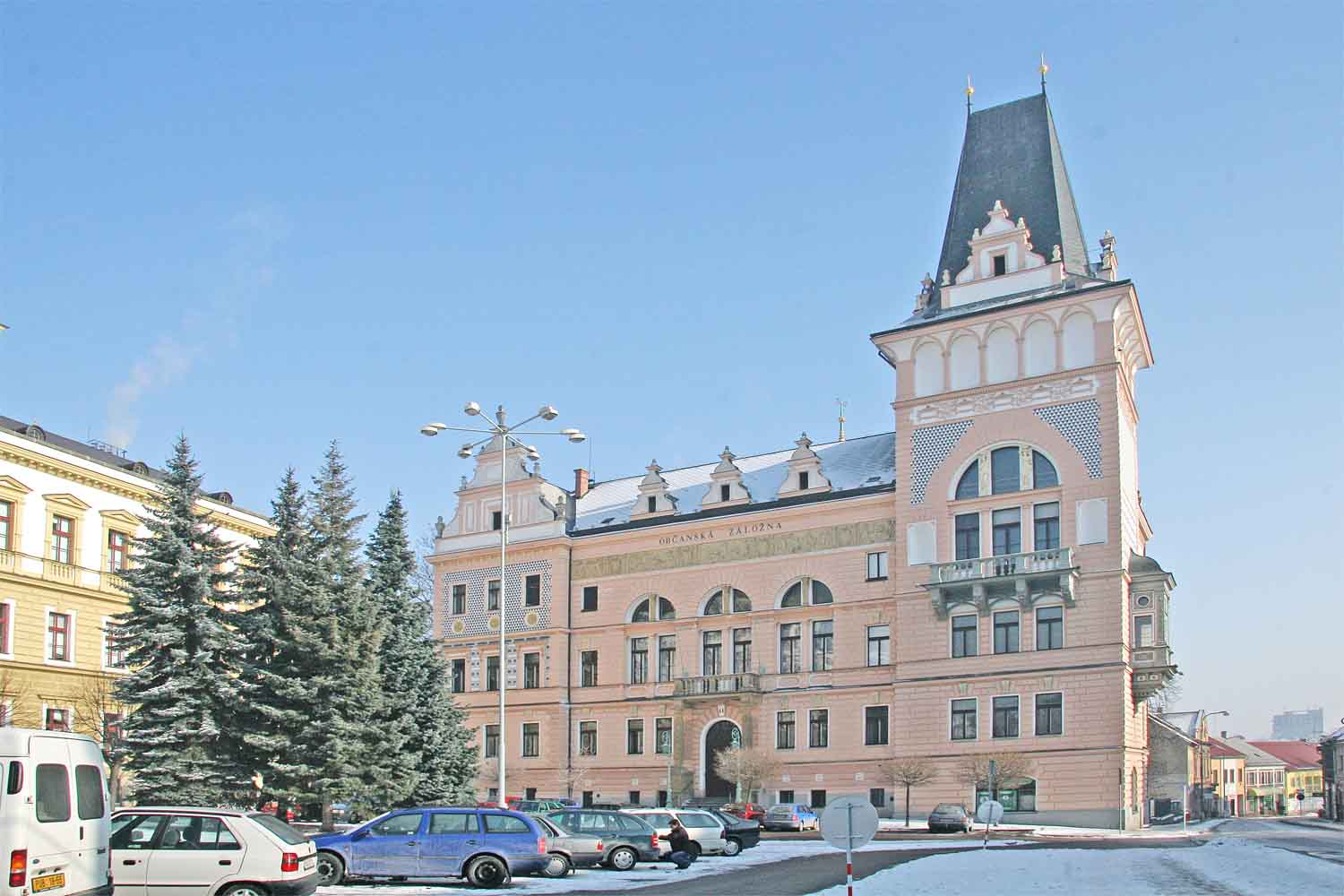
Občanská záložna v Přelouči
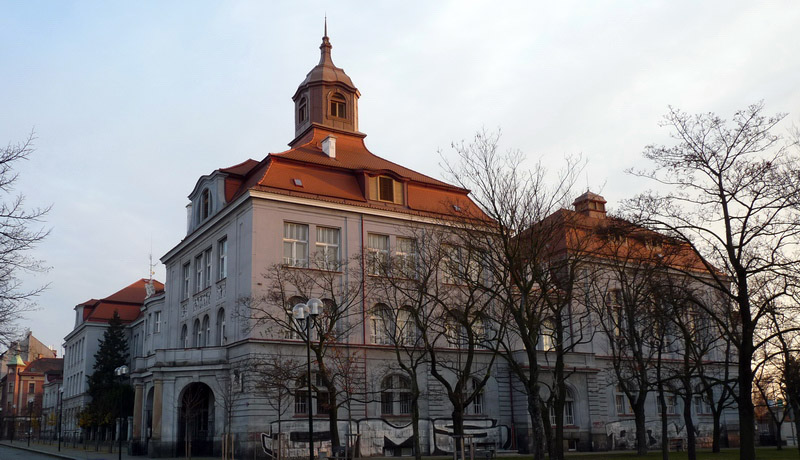
Plzeňské gymnázium
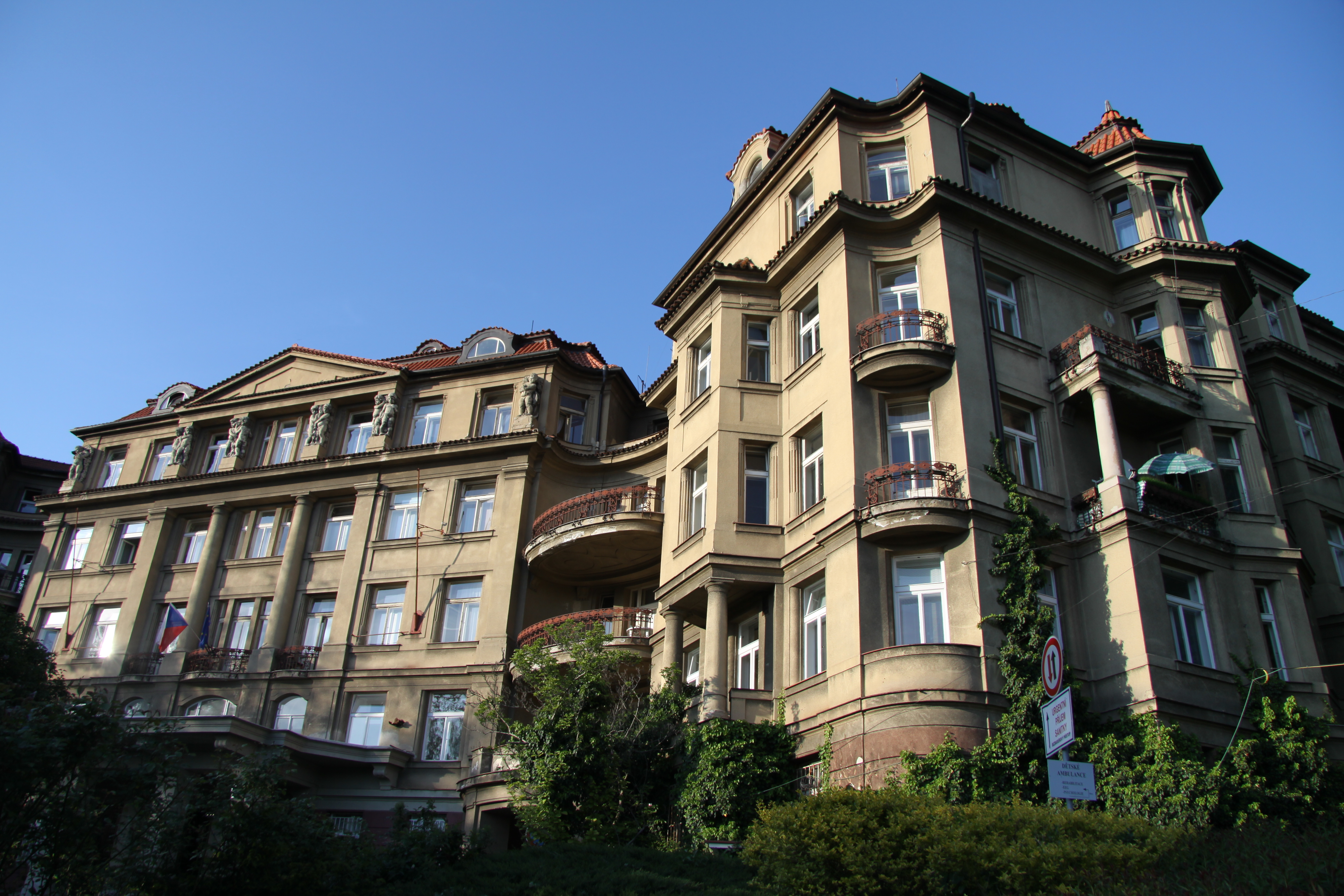
Pražské sanatorium Dr. Jedličky
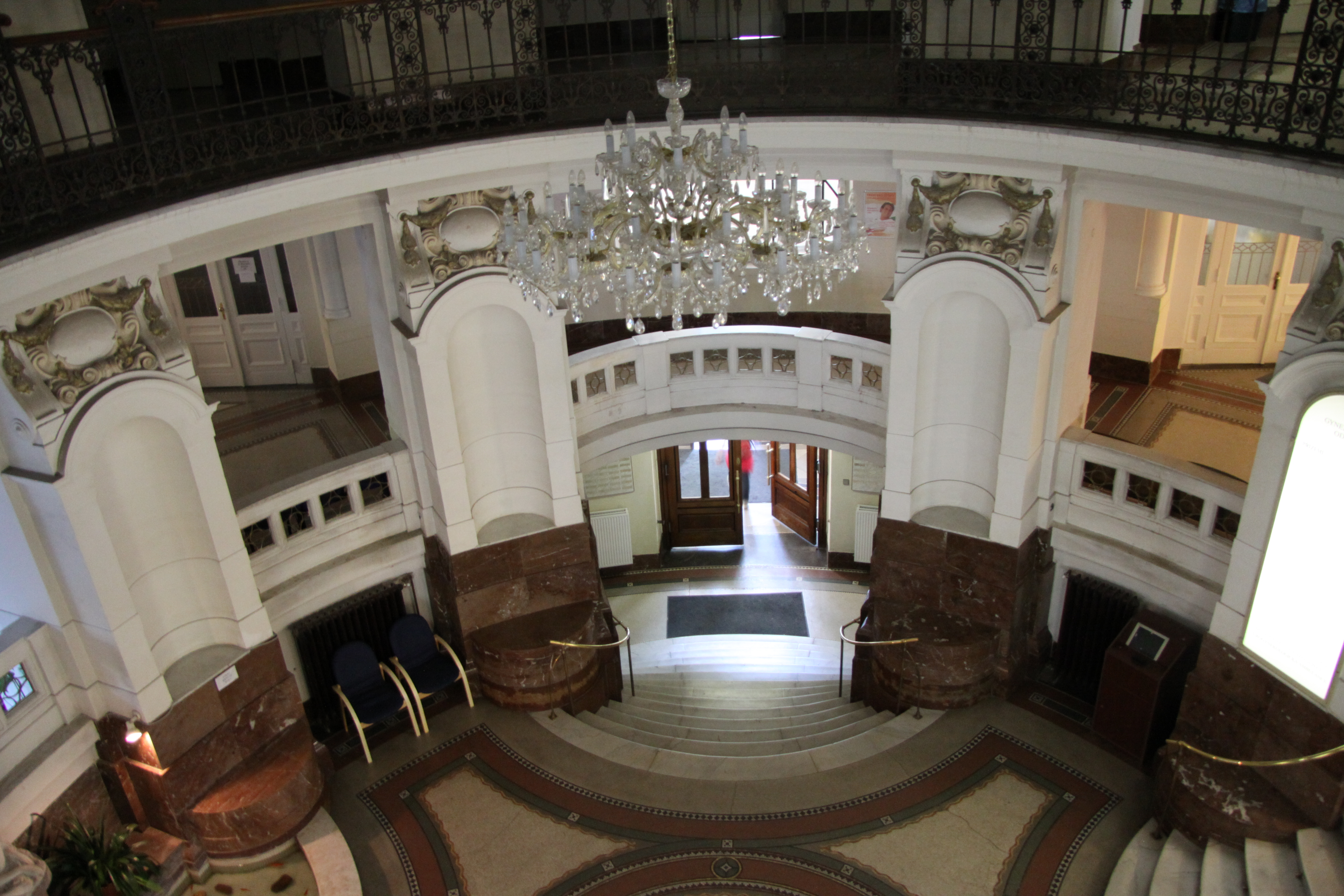
Interiér Ústavu pro péči o matku a dítě v pražském Podolí

### Ocenění díla
- 1912 Řád Františka Josefa
- 1932 čestný titul doktora technických věd (dr. h. c.) Českého vysokého učení technického v Praze[13]

## Spisy
- K. I. Dienzenhofer a článkování architektonické letohrádku hraběte Michny a prelatury u sv. Mikuláše na Starém Městě pražském (1899)
- Vývoj forem estetických na základě forem konstruktivních (rukopis)

Publikoval v časopisech Architekt a Architektonický obzor.